# Paul Martin (Eishockeyspieler, 1883)
Paul Martin (* 15. Dezember 1883 in Berlin oder Charlottenburg, Deutsches Reich; † 1945) war ein deutscher Eishockeyspieler und Sportfunktionär. Er war Mitgründer und Präsident des Charlottenburger SC 1902, der 1911 im SC Charlottenburg aufging. Er spielte über 20 Jahre für den SCC Eishockey und von 1912 bis 1914 in der deutschen Nationalmannschaft. Er wurde in die Hockey Hall of Fame Deutschland aufgenommen und ist Ehrenmitglied des SC Charlottenburg.

## Leben
Martin war Tambourmajor des Jünglingsverein Trinitatis. Er war einer der Initiatoren des Charlottenburger SC und wurde bei dessen Gründung am 15. September 1902 Vorsitzender des Vereins. Ursprünglich als Barlaufverein gegründet, förderte Martin verschiedene Sportarten im Charlottenburger SC, unter anderem Leichtathletik und Eishockey. 1909 überredete er den Charlottenburger Oberbürgermeister, dem Verein kostenlos ein Gelände in Witzleben zur Verfügung zu stellen.

### Eishockey

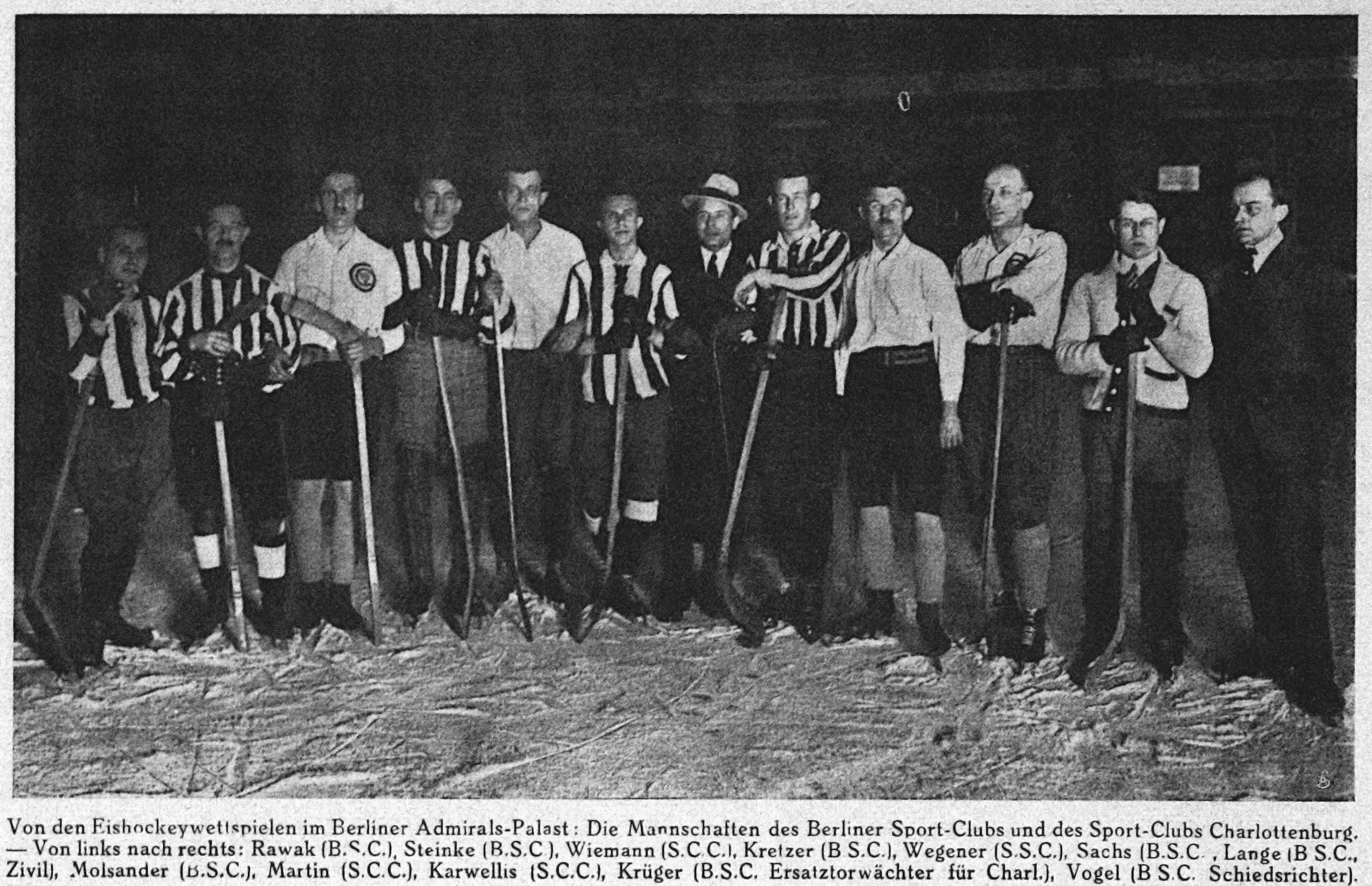
Mannschaften des Berliner Schlittschuhclubs und des Charlottenburger Sport-Clubs aus der Saison 1918/19; Paul Martin 4. von rechts

Paul Martin und der Charlottenburger SC waren mit der 1907 gegründeten Eishockeyabteilung Pioniere des deutschen Eishockey. 1908 nahm Martin mit dem Verein am ersten Internationalen Eishockeyturnier Berlin teil. Ebenso startete der Club bei der 1909 erstmals ausgetragenen Berliner Meisterschaft. Drei Jahre später meldete der SC Charlottenburg zur ersten Deutschen Meisterschaft 1912, als einziger Verein neben dem Berliner Schlittschuhclub, dem man in der dritten Verlängerung 1:2 unterlag. Martin wurde in die deutsche Nationalmannschaft berufen und nahm mit ihr an den Europameisterschaften 1912 (2. Platz, Turnier wurde annulliert), 1913 (3. Platz) und 1914 (2. Platz) teil und gewann mit ihr die LIHG-Meisterschaft 1912.
Nach der Zwangspause wegen des Ersten Weltkriegs gehörte der SCC zu den ersten Mannschaften, die wieder den Eishockeyspielbetrieb aufnahmen. Martin war weiterhin als Spieler aktiv. Er wurde mit dem SCC noch dreimal deutscher Vizemeister und gewann 1927 zum einzigen Mal die Berliner Meisterschaft. 1928 beendete Martin seine Spielerkarriere.
1938 wurde Martin Eishockey-Reichsfachwart und war unter anderem für die Organisation der deutschen Eishockey-Meisterschaft 1938 sowie der Teilnahme der Nationalmannschaft an der Weltmeisterschaft 1938 zuständig.

### Leichtathletik
Martin begründete auch die Leichtathletikabteilung des SCC und trat selbst zu Wettbewerben an. So gewann er 1908 Silber bei den deutschen Meisterschaften über 110 Meter Hürden. Bereits 1904 hatte er den Verband Berliner Athletik-Vereine mitbegründet und war dessen Vizevorsitzender.